# Божица
Божица (серб. и болг. Божица) — населённый пункт в общине Сурдулица Пчиньского округа Сербии.

## Население
Согласно переписи населения 2002 года, в селе проживало 333 человека (216 болгар, 93 серба и другие).
| Численность населения | Численность населения | Численность населения | Численность населения | Численность населения | Численность населения | Численность населения | Численность населения |
| 1948                  | 1953                  | 1961                  | 1971                  | 1981                  | 1991                  | 2002                  | 2011                  |
| --------------------- | --------------------- | --------------------- | --------------------- | --------------------- | --------------------- | --------------------- | --------------------- |
| 2487                  | 2664                  | 2316                  | 1750                  | 946                   | 511                   | 333                   | 198                   |

## Религия
В селе располагается храмы Святителя Николая (XV век) и Святых Апостолов Петра и Павла (1895 год) Босилеградского архиерейского наместничества Враньской епархии Сербской православной церкви.